# Finkenberg
Finkenberg je obec v Rakousku ve spolkové zemi Tyrolsko v okrese Schwaz.
Žije zde 1 520 obyvatel (1. 1. 2011).